# سي إس باندوري تارغو جيو
سي إس باندوري تارغو جيو (بالرومانية: CS Pandurii Târgu Jiu)‏ وهو نادي كرة قدم روماني تأسس في سنة 1962 ويقع في مدينة ترجو جيو في مقاطعة غورج رومانيا ويلعب في دوري الدرجة الأولى الروماني وملعبه الرئيسي هو ستاد تودور فلاديميريسكو وألوان الفريق هي الأبيض والأزرق.